# Abuyog
Abuyog ist eine philippinische Stadtgemeinde in der Provinz Leyte auf der Insel Leyte. Sie hat 59.571 Einwohner (Zensus 1. August 2015), die in 63 Barangays leben. Die Gemeinde wird als teilweise urban beschrieben. Abuyog liegt ca. 62 km südlich der Provinzhauptstadt Tacloban City und ist von dort über den entlang der Küste verlaufenden Maharlika Highway innerhalb von 35 Minuten mit dem Bus erreichbar. Teile des Kuapnit Balinsasayaw National Park liegen auf dem Gebiet der Gemeinde.

## Baranggays
| - Alangilan - Anibongon - Buaya - Bagacay - Bahay - Balinsasayao - Balocawe - Balocawehay - Barayong - Bayabas - Buenavista - Bulak - Bunga - Burubud-an - Cagbolo - Can-aporong - Canmarating - Capilian - Cadac-an - Combis - Dingle - Hampipila - Katipunan - Kikilo - Laray - Lawa-an - Libertad | - Mahagna (New Cagbolo) - Mag-atubang - Mahayahay - Maitum - Malaguicay - Matagnao - Nibga - Odiongan - Pagsang-an - Paguite - Parasanon - Picas Sur - Pilar - Pinamanagan - Salvacion - San Francisco - San Isidro - San Roque - Santa Lucia - Tabigue - Tadoc - New Taligue - Old Taligue - Tib-o - Tinalian - Tinocolan - Tuy-a | - Bito (Pob.) - Buntay (Pob.) - Can-uguib (Pob.) - Guintagbucan (Pob.) - Loyonsawang (Pob.) - Nalibunan (Pob.) - Santa Fe (Pob.) - Santo Niño (Pob.) - Victory (Pob.) |